# Josip I., car Svetog Rimskog Carstva
Josip I. (Beč, 26. srpnja, 1678. – Beč, 17. travnja 1711.), rimsko-njemački car, ugarsko-hrvatski, češki kralj i nadvojvoda Austrije iz dinastije Habsburg, bio je sin cara Leopolda i njegove treće žene Eleonore von Pfalz-Neuburg.
Još za očeve vladavine postao je kraljem Mađarske (1687.) i rimskim kraljem (1690.). Sudjelovao je u ratu za španjolsko naslijeđe. Carstvo je naslijedio nakon očeve smrti, 1705. godine.
Za Josipove je vladavine Mađarska bila zahvaćena pobunom Franje Rákóczyja, tijekom koje su Rákóczyjeve pristaše 1707. proglasile da su Habsburzi lišeni ugarske krune. Uskoro su, međutim, pokrenuti pregovori između cara i pobunjenika, za vrijeme kojih Josip umire, a nastavlja ih hrvatski ban Ivan Pálffy. Postignuti dogovor (Szatmárski mir) proglasio je opću amnestiju i zajamčio prava protestanata u Ugarskoj na slobodu vjeroispovijesti, a potpisala ga je 1. svibnja 1711. Josipova majka, carica Eleonora. 

## Rodoslovlje

### Preci
Prva generacija
1. Josip I., car Svetog Rimskog Carstva (1678. – 1711.)

Druga generacija
1. Leopold I., car Svetog Rimskog Carstva (1640. – 1705.)
2. Grofica Eleonora Magdalena od Falačke-Neuburga (1655. – 1720.)

Treća generacija
1. Ferdinand III., car Svetog Rimskog Carstva (1608. – 1657.)
2. Infanta Maria Anna od Španjolske (1606. – 1646.)
3. Filip Vilim, knez izbornik Falačke (1615. – 1690.)
4. Landgrofica Elisabetha Amalia od Hessen-Darmstadta (1635. – 1709.)

Četvrta generacija
1. Ferdinand II., car Svetog Rimskog Carstva (1578. – 1637.)
2. Princeza Maria Anna od Bavarske (1574. – 1616.)
3. Filip III., kralj Španjolske (1578. – 1621.)
4. Nadvojvotkinja Margaretha od Austrije (1584. – 1611.)
5. Wolfgang Wilhelm, grof-palatin od Neuburga (1578. – 1653.)
6. Vojvotkinja Magdalena od Bavarske (1587. – 1628.)
7. Georg II., landgrof od Hessen-Darmstadta (1605. – 1661.)
8. Vojvotkinja Sofija Eleonora od Saske (1609. – 1671.)

### Potomci
Brak (1699.): Princeza Wilhelmine Amalie od Braunschweig-Lüneburga (1673. – 1742.), kći Johanna Friedricha, vojvode od Braunschweig-Lüneburga i grofice Benedikte Henriette od Falačke-Simmerna
- Nadvojvotkinja Marija Jozefa (1699. – 1757.); suprug Fridrik August II., kralj Poljske i izbornik Saske (1696. – 1763.)
- Nadvojvoda Leopold Josip (1700. – 1701.)
- Nadvojvotkinja Marija Amalija (1701. – 1756.); suprug Karlo VII. Albert, car Svetog Rimskog Carstva i knez izbornik Bavarske (1697. – 1745.)

## Vanjske poveznice
- Josip I. Hrvatska enciklopedija

| Prethodnik:                      | Hrvatsko-ugarski kralj (1705. – 1711.) | Nasljednik:                |
| Leopold I. (1655./1657. – 1705.) | Hrvatsko-ugarski kralj (1705. – 1711.) | Karlo III. (1711. – 1740.) |

| Prethodnik:                      | Rimsko-njemački car (1705. – 1711.) | Nasljednik:                |
| Leopold I. (1655./1657. – 1705.) | Rimsko-njemački car (1705. – 1711.) | Karlo III. (1711. – 1740.) |